# Maria Bruna
Maria Bruna Estrach (Barcelona, 1984) es una matemática aplicada española especializada en el modelado estocástico de fenómenos multiescala con aplicaciones en biología matemática e industria. Es miembro afiliada y profesora de la Universidad de Cambridge, además de miembro de la Royal Society University Research Fellow en el Departamento de Matemática Aplicada y Física Teórica, y miembro del Churchill College de Cambridge.

## Trayectoria
Bruna nació en 1984 en Barcelona y creció en San Cugat del Vallés, una ciudad al norte de Barcelona, donde fue jugadora de hockey sobre césped en el Júnior Futbol Club. Estudió matemática e ingeniería industrial en la Universidad Politécnica de Cataluña, completando sus estudios en 2008.  Realizó un programa de maestría de un año en biología matemática en la Universidad de Oxford, donde fue invitada para realizar sus estudios de doctorado, completando su doctorado en matemáticas aplicadas en 2012. 
Después, Bruna fue investigadora postdoctoral en ciencias de la computación en la Universidad de Oxford, becaria Olga Taussky Pauli e investigadora postdoctoral sénior en el Instituto Johann Radon de Matemática Computacional y Aplicada en Austria, e Investigadora Junior en Matemáticas en St John's College, Oxford, antes de mudarse a Cambridge en 2019.

## Reconocimientos
En 2018 obtiene una beca de investigación de la Royal Society para el trabajo de Continuum models and gradient flows of interacting particle systems.
En 2016, Bruna recibió la beca L'Oréal-UNESCO UK and Ireland, la primera otorgada en matemáticas en el Reino Unido. También fue ganadora en 2016 de los Premios Aviva Mujeres del Futuro.
En 2020, la London Mathematical Society otorgó a Bruna un Premio Whitehead "en reconocimiento a su destacada investigación en homogeneización asintótica, principalmente en el desarrollo sistemático de modelos continuos de sistemas de partículas en interacción".